# Toshima (Kagoshima)
Pour les articles homonymes, voir Toshima (homonymie).
Toshima (十島村, Toshima-mura) est un village du district de Kagoshima, dans la préfecture de Kagoshima, au Japon.

## Géographie

### Situation
Toshima est situé dans les îles Tokara, dans l'archipel Satsunan, au Japon. Le village comprend plusieurs îles habitées : Kuchino, Nakano, Suwanose, Akuseki, Taira, Kotakara et Takara.

### Démographie
Au 1er février 2016, la population de Toshima s'élevait à 750 habitants répartis sur une superficie de 101,14 km2.